# Somewhere I Belong
"Somewhere I Belong" là một bài hát của ban nhạc rock người Mỹ Linkin Park. Nó được phát hành vào ngày 17 tháng 3 năm 2003, là đĩa đơn đầu tiên trong album phòng thu thứ 2 của họ, Meteora (2003), và là bài hát thứ 3 của album. Nó lọt vào top 10 trên một số bảng xếp hạng âm nhạc, bao gồm cả New Zealand Singles Chart, nơi nó đạt vị trí số 1 vào tháng 4 năm 2003.

## Hiệu suất thương mại
"Somewhere I Belong" chính thức lên sóng đài phát thanh Hoa Kỳ vào ngày 18 tháng 3 năm 2003. Bài hát lọt vào top 30 trên Hot 100 Airplay, và trong tuần sau nó ra mắt ở vị trí 47 trên Billboard Hot 100 của Mỹ. Nó đạt vị trí thứ 32 trong tuần thứ 15 trên bảng xếp hạng và nằm trong danh sách cho đến tuần thứ 20. Bài hát lọt vào top 10 trên phần lớn các bảng xếp hạng Billboard. Bài hát tỏ ra là rất phổ biến trên đài phát thanh nhạc rock, đạt vị trí số 1 trên bảng xếp hạng Mainstream Rock Tracks và Modern Rock Tracks. Nó được liệt kê ở vị trí thứ 24 trên bảng xếp hạng cuối thập kỷ của Modern Rock Tracks. Tại Canada, "Somewhere I Belong" được chính thức phát sóng trên đài phát thanh vào tháng 3 năm 2003. Nó lọt vào top 5 trên Bảng xếp hạng đĩa đơn của Canada, đạt vị trí thứ 3.

## Video âm nhạc
Video được đạo diễn bởi Joseph Hahn, tay đẩy đĩa của ban nhạc.
Trong video, trên một tủ trang điểm có một số đạo cụ, đáng chú ý nhất là các mô hình Master Grade Gunpla của MSN-04 Sazabi từ Mobile Suit Gundam: Char's Counterattack, XXXG-00W0 Wing Gundam Zero (Phiên bản EW) từ Gundam Wing: Endless Waltz, và RX-78GP01-Fb Gundam "Zephyranthes" Full Burnern từ Mobile Suit Gundam 0083: Stardust Memory. Ở gần cuối video, những sinh vật cao, chân dài, có cặp ngà trên một bức tranh, gợi nhớ đến các tác phẩm The Elephants và The Temptation of St. Anthony (Dalí) của Salvador Dalí. Nó đã được trao giải Video Rock xuất sắc nhất tại Lễ trao giải MTV Video Music năm 2003, và là video âm nhạc đầu tiên được phát sóng trên Fuse TV. James Montgomery của MTV xếp đây là video đứng thứ 5 của Linkin Park, cho rằng mặc dù video "đồ sộ", "chính những nét riêng tối thiểu đã khiến nó trở thành một trong những video hay nhất mọi thời đại" và gọi sản phẩm cuối cùng "khuấy động, mảnh mạnh mẽ".
Tính đến tháng 12 năm 2020, bài hát đã có 200 triệu lượt xem trên YouTube.

## Danh sách bài hát
CD đĩa đơn
| STT | Nhan đề                   | Sáng tác            | Thời lượng |
| --- | ------------------------- | ------------------- | ---------- |
| 1.  | "Somewhere I Belong"      | Linkin Park         | 3:33       |
| 2.  | "Step Up" (trực tiếp)     | Shinoda Hahn Delson | 4:15       |
| 3.  | "My December" (trực tiếp) | Shinoda             | 4:27       |

Đĩa than 7 inch
| STT | Nhan đề               | Sáng tác            | Thời lượng |
| --- | --------------------- | ------------------- | ---------- |
| 1.  | "Somewhere I Belong"  | Linkin Park         | 3:33       |
| 2.  | "Step Up" (trực tiếp) | Shinoda Hahn Delson | 4:15       |

## Nhân sự
Linkin Park
- Chester Bennington - ca sĩ chính
- Mike Shinoda - rap, guitar đệm
- Brad Delson - guitar chính
- Dave "Phoenix" Farrell - guitar bass
- Joe Hahn - bàn xoay, sampler
- Rob Bourdon - trống

Sản xuất
- Don Gilmore - nhà sản xuất
- Linkin Park - nhà sản xuất

## Xếp hạng
| Bảng xếp hạng (2003)                 | Vị trí cao nhất |
| ------------------------------------ | --------------- |
| Úc (ARIA)                            | 13              |
| Áo (Ö3 Austria Top 40)               | 16              |
| Bỉ (Ultratop 50 Flanders)            | 33              |
| Bỉ (Ultratop 50 Wallonia)            | 23              |
| Canada (Nielsen SoundScan)           | 3               |
| Czech Republic (IFPI)                | 7               |
| Europe (Eurochart Hot 100)           | 10              |
| Phần Lan (Suomen virallinen lista)   | 14              |
| Pháp (SNEP)                          | 32              |
| Đức (GfK)                            | 12              |
| Hungary (Single Top 40)              | 3               |
| Ireland (IRMA)                       | 4               |
| Ý (FIMI)                             | 13              |
| Hà Lan (Dutch Top 40)                | 16              |
| Hà Lan (Single Top 100)              | 14              |
| New Zealand (Recorded Music NZ)      | 1               |
| Na Uy (VG-lista)                     | 12              |
| Poland (LP3)                         | 1               |
| Romania (Romanian Top 100)           | 45              |
| Scotland (OCC)                       | 6               |
| Tây Ban Nha (PROMUSICAE)             | 17              |
| Thụy Điển (Sverigetopplistan)        | 19              |
| Thụy Sĩ (Schweizer Hitparade)        | 15              |
| Anh Quốc (OCC)                       | 10              |
| Anh Quốc Rock and Metal (OCC)        | 1               |
| Hoa Kỳ Billboard Hot 100             | 32              |
| Hoa Kỳ Alternative Songs (Billboard) | 1               |
| Hoa Kỳ Mainstream Rock (Billboard)   | 1               |

| Bảng xếp hạng (2017)                   | Vị trí cao nhất |
| -------------------------------------- | --------------- |
| Cộng hòa Séc (Singles Digitál Top 100) | 58              |
| Slovakia (Singles Digitál Top 100)     | 90              |
| Hoa Kỳ Hot Rock Songs (Billboard)      | 9               |

| Bảng xếp hạng (2003)                 | Vị trí |
| ------------------------------------ | ------ |
| Australia (ARIA)                     | 91     |
| Sweden (Sverigetopplistan)           | 89     |
| UK Singles (Official Charts Company) | 118    |

| Bảng xếp hạng (2019) | Vị trí |
| -------------------- | ------ |
| Portugal (AFP)       | 2213   |

## Chứng nhận
| Quốc gia                                                                                              | Chứng nhận | Số đơn vị/doanh số chứng nhận |
| --- | ---------- | ----------------------------- |
| Úc (ARIA)                                                                                             | Gold       | 35.000^                       |
| Ý (FIMI)                                                                                              | Gold       | 25.000‡                       |
| Anh Quốc (BPI)                                                                                        | Silver     | 200.000‡                      |
| ^ Chứng nhận dựa theo doanh số nhập hàng. ‡ Chứng nhận dựa theo doanh số tiêu thụ và phát trực tuyến. |            |                               |